# Siphonogorgia indica
Siphonogorgia indica is een zachte koraalsoort uit de familie Nidaliidae. De koraalsoort komt uit het geslacht Siphonogorgia. Siphonogorgia indica werd in 1905 voor het eerst wetenschappelijk beschreven door Thomson. 